# Proscilaridina
La proscilaridina es un glucósido cardíaco, un tipo de medicamento que se puede utilizar en el tratamiento de la insuficiencia cardíaca congestiva y arritmia cardíaca (latidos cardíacos irregulares). Es del tipo del bufadienólido y puede obtenerse a partir de plantas del género Scilla y en Drimia maritima (Scilla maritima).